# The Invaders (televisieserie)
The Invaders is een Amerikaanse sciencefictionserie voor televisie gemaakt door Larry Cohen, geproduceerd door QM Productions en uitgezonden door ABC tussen 1967 en 1968.
De hoofdrol werd gespeeld door Roy Thinnes als David Vincent. Kent Smith als Edgar Scoville was de ondersteunende hoofdrol maar speelde niet in elke aflevering mee.

## Verhaal
Na een dag hard werken rijdt David Vincent naar huis. Vermoeid van de dag zoekt hij een binnenweg naar huis en een wegrestaurant om iets te eten. Het gevonden wegrestaurant is echter gesloten. Verder zoekend naar een binnenweg naar huis belandt hij op een landelijke weg, stopt en valt in slaap. Wakker gemaakt door de rode gloed ziet hij voor zich een ruimtetuig landen. De wezens die eruit kwamen geleken op de aardse mensen. Wat willen ze op onze planeet? Wat doen ze hier? Vriendelijk of willen ze de aarde overnemen? Hij heeft ze gezien en moet anderen overhalen om hem te helpen, maar ze geloven hem niet. De strijd is begonnen.

## Openingstekst
Elke aflevering begon met het stellen van het plot, de inleiding en de aflevering in 4 delen (acts) en de epiloog.
De inleiding had steeds een vaste openingstekst aangevuld met de namen van de voornaamste acteurs in die aflevering. Als eerste steeds Roy Thinnes.
De epiloog vermelde steeds dat David Vincent meer getuigen ter ondersteuning van zijn theorie: Er zijn buitenaardse wezens (de Indringers) geland en aanwezig op de aarde.
| Origineel                                                                                              |  | Vertaling |
| --- |  | --- |
| The Invaders! A Quinn Martin Production.                                                               |  | The Invaders! Een Quinn Martin Productie.                                                                       |
| Starring Roy Thinnes as architect David Vincent.                                                       |  | Met Roy Thinnes als architect David Vincent.                                                                    |
| The Invaders, alien beings from a dying planet.                                                        |  | De Indringers, aliën wezens van een stervende planeet.                                                          |
| Their destination: the Earth.                                                                          |  | Hun bestemming: de aarde.                                                                                       |
| Their purpose: to make it their world.                                                                 |  | Hun doel: het hun wereld maken.                                                                                 |
| David Vincent has seen them.                                                                           |  | David Vincent zag ze.                                                                                           |
| For him, it began one lost night on a lonely country road, looking for a shortcut that he never found. |  | Voor hem begon het op een verloren nacht op een eenzame landweg, zoekend naar een binnenweg die hij nooit vond. |
| It began with a closed deserted diner, and a man too long without sleep to continue his journey.       |  | Het begon bij een gesloten, verlaten wegrestaurant, en een man, te vermoeid, om zijn reis verder te zetten.     |
| It began with the landing of a craft from another galaxy.                                              |  | Het begon met de landing van een tuig van een andere planeet.                                                   |
| Now David Vincent knows that the Invaders are here, that they have taken human form.                   |  | Nu weet David Vincent dat de Indringers hier zijn, dat ze een menselijke vorm hebben.                           |
| Somehow he must convince a disbelieving world that the nightmare has already begun.                    |  | Dat hij een ongelovige wereld moet overtuigen, dat de nachtmerrie al begonnen is.                               |